# Jordi III de Geòrgia
Jordi III (? -27 de març del 1184) fou rei de Geòrgia del 1156 al 1184. Era fill de Demetri I. Estava casat amb Burdukhan (Gurandukht), filla de Khuddan, rei dels ossets.
Després de la mort de David V de Geòrgia en 1155 Demetri I recuperà el tron i nomenà al seu altre fill Jordi com a hereu. A la mort de Demetri en 1156, una part de la noblesa només el va reconèixer com regent i volia proclamar rei a Demna-Demetri II, fill únic menor d'edat de David V.
L'any 1156 la població cristiana d'Aní es va aixecar contra l'emir xaddàdida Fakr al-Din Shaddad, vassall de Jordi III, i va cedir la ciutat al seu germà Fadl ibn Mahmud, però la població no ho va acceptar i es va oferir a Jordi III, que va acceptar l'oferiment. Una coalició formada pel Xah-i Arman d'Ahlat Nasir al-Din Sukman II, el governant Ortúkida de Diyarbakır, Kadjm al-Din Alpi, i el saltúquida Izz al-Dîn Saltuk II d'Erzerum, però Jordi va derrotar els aliats que van posar setge a la ciutat en 1161 i va marxar contra l'emir d'Erzerum a qui va fer presoner sent alliberat per un gran rescat. La captura d'Aní i la derrota dels saltúquides van permetre al rei georgià marxar cap a Dvin, saquejada l'agost/setembre de 1162 i la mesquita demolida.
Ildegiz, governant de l'Azerbaidjan, es va embarcar en una campanya contra Geòrgia a principis de 1163 a la que es van unir Sukman II i Ak Sunkur II de Maragha marxant cap a Geòrgia amb un exèrcit de 50.000 soldats. L'exèrcit georgià va ser derrotat i els musulmans van prendre la fortalesa de Gagi, arrasant fins a la regió de Gagi i Gegharkunik, es van apoderar de presoners i botí, i després van ocupar Aní i saquejar Dvin. Els governants musulmans estaven jubilosos i es van preparar per a una nova campanya però Jordi III es va avançar marxar a Arran a principis de 1166 i ocupant una regió que s'estenia fins a Ganja, va devastar la terra i va tornar enrere amb presoners i botí.
El 1167, Jordi III va marxar per defensar el seu vassall Shah Aghsartan de Shirvan contra els assalts Khazar i Kiptxak i va reforçar el domini georgià a la zona, va envair el Xirvan i seguidament va atacar Dvin, capital del Regne d'Armènia, i amb el futur emperador Andrònic Comnè el 1173 va marxar per defensar el seu vassall Akhsitan I i recuperar Derbent, que havia caigut en mans dels kiptxaks i va reforçar el domini georgià a la zona. va reconquerir Aní a la dinastia dels xaddàdides el 1174 i va prendre el títol de xahanxà.
Es va enfrontar amb els grans nobles del país (els didébulis) que van organitzar una gran revolta el 1177 dirigida per l'amirspassalari (cap de l'administració militar) Ioan Orbéli que volia fer rei al seu gendre Demetri (Demna), fill de David V. La revolta va ser esclafada i els caps empresonats. El príncep Demetri va ser cegat i castrat i va morir del suplici. Ioan Orbéli va ser cegat i el seu germà Kavthar, i el fill Sumbat foren executats. Altres revoltats van ser expropiats i desterrats del país. Els grans nobles van ser substituïts dels seus càrrecs i nomenada gent de classe baixa. Com a nou amirspassalari fou nomenat el kiptxak Kubassar; Apridon, un antic vassall d'un aznauri (senyor) fou nomenat msakhourthukhutsessi (cap de govern).
El rei no tenia fills i va designar hereva a la seva filla Tamara o Thamar a la qual va fer coronar el 1178 i van regnar conjuntament fins a la mort de Jordi en 1184.